# Lars Fleming (1621–1699)
Lars Fleming, född 3 januari 1621 i Norrnäs i Värmdö socken, död 9 mars 1699 i Stockholm, var en svensk friherre, hovrättspresident, riksråd och lagman.

## Biografi
Fleming var son till riksrådet och amiralen Klas Fleming (1592–1644) och Anna Göransdotter Snakenborg. Han var gift med Anna Ivarsdotter (Natt och Dag) och far till Magnus Fleming. Han är gravsatt i Norrnäsgraven i Värmdö kyrka.

### Befattningar
Återkommen från sina utländska resor, utnämndes han 1649 till kammarherre hos drottning Kristina. Fleming blev 1651 kammarråd och upphöjdes samma år tillsammans med sina övriga syskon i friherrligt stånd. Han utsågs 1652 till landshövding i Stockholms län, och därutöver 1654 även över Uppsala län, en befattning han på egen begäran bytte mot en post som generalguvernör över den Dorpatska kretsen i Livland. Han försvarade 1656 med en liten besättning i elva veckor Dorpat mot ryska armén, men måste slutligen kapitulera.
Fleming utnämndes till överkrigskammarpresident 1657 och president i Dorpats hovrätt 1665. Han var riksråd från 1668 och rikskammarråd från 1676, men deltog på grund av försvagad hälsa under sina senare år sällan i rådets överläggningar. Han var tillfällig president i Kommerskollegium 1679–1681 och lagman i Söderfinne lagsaga från 1680. Han frikallades under sina sista år från alla sina tjänstebefattningar och besökte endast rådets möten då hans hälsa tillät det.
Fleming lät bygga ett mindre stenhus på Blasieholmen, möjligen med Jean de la Vallée som arkitekt, samt en ståtlig väderkvarn därintill.